# بار (مجارستان)
بار (به مجاری: Bár) یک شهرداری در مجارستان است که در ناحیه موهاچ واقع شده‌است. بار ۹ کیلومتر مربع مساحت و ۵۲۲ نفر جمعیت دارد.